# Нордит
Нордит (рос. нордит; англ. nordite; нім. Nordit m) — мінерал, силікат рідкісних земель острівної будови.

## Загальний опис
Хімічна формула:
1. За Є. Лазаренком: Na3SrMn2(Ce, La)[Si6O18].
2. За Г.Штрюбелем: Na3SrZnCeSi6O17. Склад у % (з Ловозерського лужного масиву, Кольський півострів): Na2O — 11,70; Ce2O3 — 8,77; SrO — 7,40; MnO — 6,04; La2O3 — 10,48; SiO2 — 45,53. Домішки: CaO (4,46); MgO (2,00); Fe2O3 (1,84); Y2O3 (0,95); K2O (0,08).
Сингонія ромбічна.
Утворює променисті зростки зігнутих пластин-частих кристалів розміром до 1,5 см.
Спайність досконала.
Густина 3,48.
Твердість 5,5-6,0.
Колір змінюється від світло-коричневого, майже безбарвного до темно-коричневого, майже чорного.
Характерний мінерал агпаїтів, содалітових сієнітів і зв'язаних з ними усингітових пегматитів.
Знайдений у Ловозерському масиві (Кольський півострів), Гійом (о. Калімантан). Від нім. «Nord» — північ (В. І. Герасимовський, 1941).